# تشينيكوا (ويسكونسن)
تشينيكوا (بالإنجليزية: Chenequa, Wisconsin)‏ هي قرية تقع في الولايات المتحدة في مقاطعة واكيشا (ويسكونسن). يقدر عدد سكانها بـ 590 نسمة ومساحتها 12.20 كم2وترتفع عن سطح البحر 277 متر.

## التركيبة السكانية
قام مكتب تعداد الولايات المتحدة بتحديد بيانات التركيبة السكانية لتشينيكوا في تعداد الولايات المتحدة. في ما يلي، التركيبة السكانية حسب تعدادي 2000 و2010.

### تعداد عام 2000
بلغ عدد سكان تشينيكوا 583 نسمة بحسب تعداد عام 2000، وبلغ عدد الأسر 223 أسرة وعدد العائلات 183 عائلة مقيمة في القرية. في حين سجلت الكثافة السكانية 164.5 نسمة لكل ميل مربع (63.5/كم2). وبلغ عدد الوحدات السكنية 280 وحدة بمتوسط كثافة قدره 79.0 نسمة لكل ميل مربع (30.5/كم2).
وتوزع التركيب العرقي للقرية بنسبة.
None
يوجد لكل 100 أنثى 102.4 ذكر، ويوجد لكل 100 أنثى في الثامنة عشر من عمرها فما فوق 101.8 ذكر.
بلغ متوسط دخل الأسرة في القرية 163,428 دولار، أما متوسط دخل العائلة فبلغ 166,623 دولار. وكان متوسط دخل الذكور 100,000 دولار مقابل 40,000 دولار للإناث. وسجل دخل الفرد الخاص بالقرية 86,552 دولار.

### تعداد عام 2010
بلغ عدد سكان تشينيكوا 590 نسمة بحسب تعداد عام 2010، وبلغ عدد الأسر 232 أسرة وعدد العائلات 186 عائلة مقيمة في القرية. في حين سجلت الكثافة السكانية 166.7 نسمة لكل ميل مربع (64.4/كم2). وبلغ عدد الوحدات السكنية 324 وحدة بمتوسط كثافة قدره 91.5 لكل ميل مربع (35.3/كم2).
وتوزع التركيب العرقي للقرية بنسبة 96.9% من البيض و 0.5% من الأمريكيين الأصليين و 0.8% من الأمريكيين ذوي الأصول الآسيوية و 0.2% من الأمريكيين الأفارقة و 1.4% من عرقين مختلطين أو أكثر.
بلغ عدد الأسر 232 أسرة كانت نسبة 27.2% منها لديها أطفال تحت سن الثامنة عشر تعيش معهم، وبلغت نسبة الأزواج القاطنين مع بعضهم البعض 74.1% من أصل المجموع الكلي للأسر، ونسبة 4.3% من الأسر كان لديها معيلات من الإناث دون وجود شريك، بينما كانت نسبة 1.7% من الأسر لديها معيلون من الذكور دون وجود شريكة وكانت نسبة 19.8% من غير العائلات. تألفت نسبة 16.8% من أصل جميع الأسر من أفراد ونسبة 7.3% كانوا يعيش معهم شخص وحيد يبلغ من العمر 65 عاماً فما فوق. وبلغ متوسط حجم الأسرة المعيشية 2.82، أما متوسط حجم العائلات فبلغ 2.54.
بلغ العمر الوسطي للسكان 50.6 عاماً. وكانت نسبة 21.7% من القاطنين تحت سن الثامنة عشر، وكانت نسبة 4.4% بين الثامنة عشر والأربعة وعشرون عاماً، ونسبة 14.7% كانت واقعةً في الفئة العمرية ما بين الخامسة والعشرون حتى والأربعة وأربعون عاماً، ونسبة 36.4% كانت ما بين الخامسة والأربعون حتى الرابعة والستون، ونسبة 22.7% كانت ضمن فئة الخامسة والستون عاماً فما فوق. وتوزع التركيب الجنسي للسكان بنسبة 49.0% ذكور و51.0% إناث.